# Eremias argus
Eremias argus este o specie de șopârle din genul Eremias, familia Lacertidae, ordinul Squamata, descrisă de Peters 1869.

## Subspecii
Această specie cuprinde următoarele subspecii:
- E. a. argus
- E. a. barbouri